# Étienne Radet
Pour les articles homonymes, voir Radet.
Étienne, baron Radet, né le 18 décembre 1762 à Stenay (Meuse) et mort le 27 septembre 1825 à Varennes (Meuse), est un général français de la Révolution et de l’Empire. Il est connu pour avoir enlevé le pape Pie VII à l'intérieur du Vatican sur ordre de Napoléon en 1809.

## Début de carrière militaire
Il entre comme soldat au régiment de La Sarre-Infanterie le 4 avril 1780. Caporal le 20 mars 1781, sergent le 26 avril 1782, il fait la traversée de Rochefort au Cap-Haïtien (dit cap Français). Congédié le 12 octobre 1786, il se fait cavalier de maréchaussée le 30 novembre de la même année.

## Période des guerres de la Révolution française

### Garde nationale
Brigadier le 11 décembre 1787, il donne sa démission pour entrer dans la garde nationale en qualité de sous-lieutenant le 11 août 1789 ; lieutenant le 10 novembre, il est nommé capitaine des canonniers le 1er octobre 1790. Radet instruit et forme la garde nationale de Varennes.
Lors de l'arrestation de Louis XVI dans cette ville, il se conduit de manière à favoriser l'arrivée de celui-ci à Montmédy.

### Promotion
Major le 9 août 1791, chef de bataillon du canton de Varennes le 16 mars 1792, et adjudant-général de légion le 25 juin, il remplit le 15 juin suivant les fonctions d’aide-de-camp provisoire des généraux Dillon et Dubois.

### Jugement au tribunal révolutionnaire
Il est dénoncé à l'opinion publique le 12 juillet 1791, pour son rôle ambigu lors de l'arrestation du Roi. Il est une nouvelle fois arrêté en 1792 et traduit au tribunal révolutionnaire comme prévenu de correspondance avec les émigrés et les ennemis de la France, et d’avoir été un des complices de la fuite de Louis XVI. Il est cependant acquitté par le tribunal de Saint-Mihiel, et renvoyé auprès du général Dubois.

### Campagnes de la révolution
Radet fait la campagne de 1792, se trouve à la bataille de Verdun, à la défense des ponts de Villosne et Consenvoye, et rejoint l’armée des Ardennes avec une partie de sa légion, à la côte de Biesme. Il assiste près de Kellermann à l’affaire du camp de la Lune, et poursuit les Prussiens dans leur retraite sur Deux-Ponts. Passé à l’armée de la Moselle, Radet combat vaillamment à l’affaire d’Arlon, à la bataille de Niderbronn et à la reprise des lignes de Wissembourg et du Palatinat. Revenu à l’armée du Nord, il prend part à toutes les opérations de l’aile droite de cette armée. Employé à l’armée de Sambre-et-Meuse, il assiste le 12 frimaire an II (2 décembre 1793), à la bataille de Bossut sous le général Kléber.
Ayant fait dans cette affaire 200 émigrés prisonniers, Radet, au lieu d’exécuter la loi qui ordonnait de les faire fusiller, sollicite et obtient du général Bernadotte de les incorporer dans les rangs français et de renvoyer les officiers sur parole. Le 22 du même mois (12 décembre), il se trouve à la prise de Charleroi. Nommé adjudant-général chef de brigade par les représentants du peuple le 15 floréal an II (4 mai 1794), et attaché à la division de cavalerie du général Dubois, il se distingue à la bataille de Fleurus le 8 messidor de la même année (26 juin) et au combat et à la prise de Mons les 8 et 13 messidor.
Confirmé le 25 prairial an III (13 juin 1795), il acquiert une nouvelle gloire au combat de Dierdorff le 28 germinal an V (17 avril 1797). Il est blessé et mutilé par une charge de cavalerie le 16 fructidor de la même année (2 septembre 1797)

### Gendarmerie
En l’an VI (1798) , rappelé des armées actives, il est envoyé comme chef de légion de gendarmerie pour réorganiser la 24e division de cette arme à Avignon, la commander et contribuer au rétablissement de la tranquillité dans le Midi. C’est là qu’il voit pour la première fois le général Napoléon Bonaparte à son retour d’Égypte. Témoin des services rendus par Radet dans cette contrée et de la considération qu’il s’y est acquise, le général Bonaparte lui parle beaucoup, dans une longue conférence, du service de la gendarmerie, des principes de l’organisation de ce corps, et c'est à cette circonstance que Radet doit son avancement.
Devenu Premier consul, Bonaparte l’appelle à Paris et le nomme général de brigade de gendarmerie le 15 floréal an VIII (5 mai 1800). Radet s’occupe alors d’un grand travail relatif à l’organisation de ce corps, et le soumet au Premier consul qui l’approuve. Il prend le commandement en chef de toute la gendarmerie de France, la réorganise, et l’on peut dire qu’elle se meut encore au XIXe siècle d’après les règlements qu’il a faits pour elle et les relations qu’il lui a fixées avec les diverses autorités publiques. Nommé membre de la Légion d’Honneur le 19 frimaire an XII (11 décembre 1803), commandeur de l’Ordre le 25 prairial (14 juin 1804) et électeur de la Meuse, Radet inspecte successivement la gendarmerie en Corse, en Piémont, à Gênes, et est chargé le 27 mars 1808 d’organiser la gendarmerie en Toscane.

#### Enlèvement du pape Pie VII

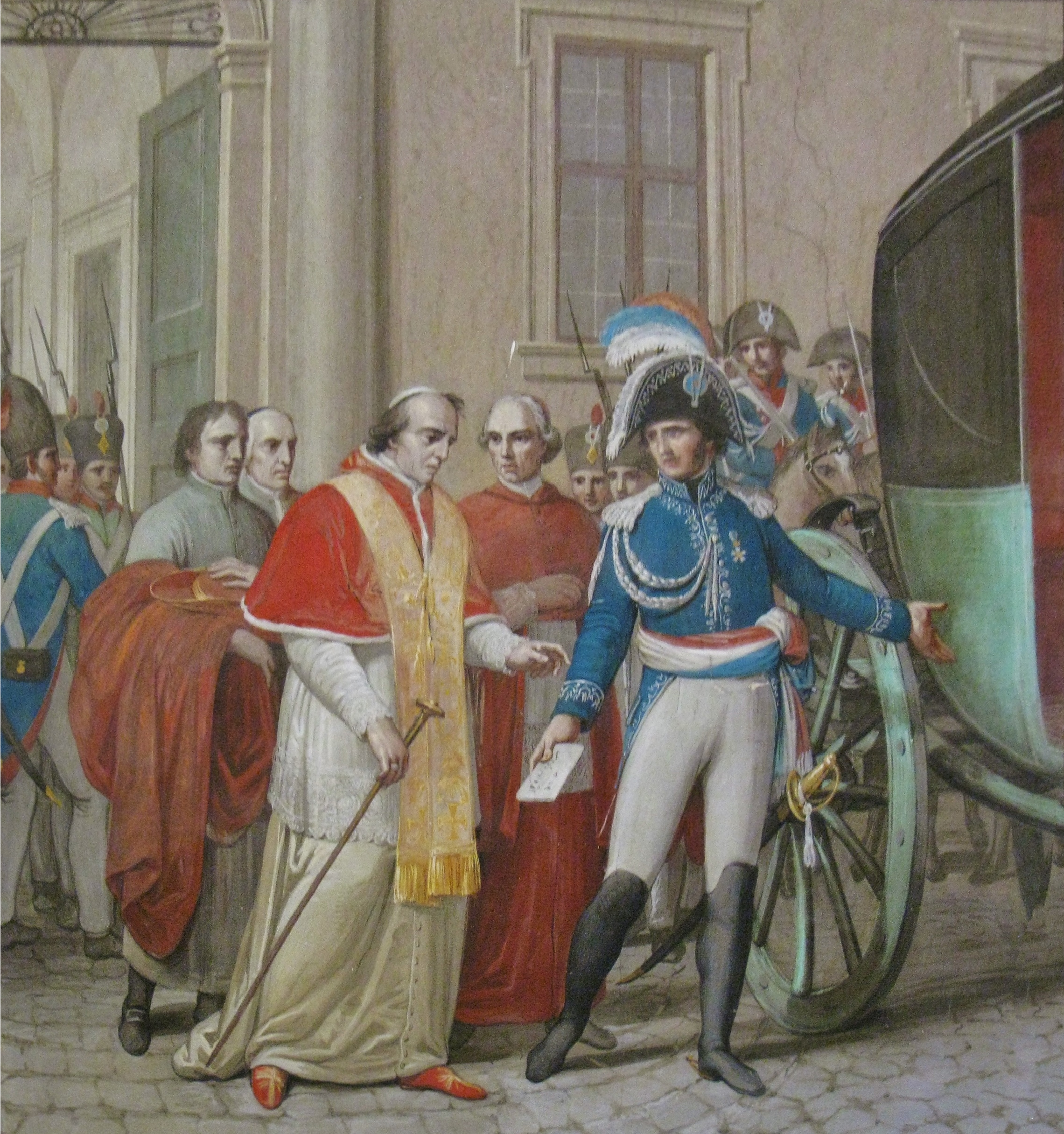
Arrestation de Pie VII par le général Radet.

À cette époque, l’Autriche a armé contre la France et manifeste l’intention de soumettre les princes de la Confédération ; Napoléon, pour soutenir ses alliés menacés par le cabinet de Vienne, quitte en toute hâte l’Espagne et, à la tête d’une grande armée en quelque sorte improvisée, pénètre au centre de l’Allemagne ; l’Espagne, l’Autriche et l’Angleterre cherchent à susciter des ennemis à la France, surtout en Italie. Un mouvement général, secrètement dirigé par le cardinal Pacca, est préparé dans les États romains.
Le pape Pie VII vient de lancer une bulle d’excommunication contre Napoléon Ier, à la suite de l'invasion puis de l'annexion des États de l'Église. Le général Radet obéissait à des ordres indirects donnés par Napoléon Ier, qui ne pouvait plus laisser le pape souverain de Rome. Une dépêche télégraphique du 14 mai 1809, ordonne au général Radet de partir dans les vingt-quatre heures pour Rome.
Dans la nuit du 5 au 6 juillet, Radet, aidé d’un millier d’hommes, gendarmes, conscrits ou soldats de la garde civique de Rome, fait appliquer des échelles au palais du Quirinal. Pie VII a ordonné la fermeture à clef de toutes les portes extérieures et intérieures du Quirinal, afin que les assaillants soient obligés de les fracasser (à la hache) pour parvenir jusqu'à sa personne, de manière que l'acte de violence et de violation soit matériellement attesté. Les fenêtres et les portes intérieures ayant été forcées, le général français arrive, suivi de ses hommes, jusqu’à la pièce qui précède immédiatement le bureau du Pape. La porte de celui-ci est également fracassée. Le Pape attend les assaillants tranquillement assis à son bureau, ayant debout à sa droite le cardinal Bartolomeo Pacca, Pro-Secrétaire d'État, et à sa gauche le cardinal Despuig.
Le général s’avance vers le pape, le chapeau à la main, et lui dit : « Saint-Père, je viens au nom de mon souverain, l’Empereur des Français, vous dire que Votre Sainteté doit renoncer au domaine temporel des États de l’Église. »
Le pape, toujours assis, répond avec calme en latin : « Nous ne le pouvons, Nous ne le devons pas, Nous ne le voulons pas (Non possumus, non debemus, non volemus). »
Puis il poursuit en français : « J'ai promis devant Dieu de conserver à la sainte Église toutes ses possessions, et je ne manquerai jamais au serment que j’ai fait de les lui maintenir ».
La conversation continue quelque temps encore, et le général Radet descend avec son prisonnier. Une voiture attend à l’une des portes extérieures du palais : on y fait monter le pontife avec le cardinal Pacca, et l’on suit la route de Florence. À son arrivée dans cette ville, le général remet le pape à un autre officier de gendarmerie, qui le conduit à Savone. Durant le cours de cette mission délicate, Radet conserve pour Sa Sainteté les égards et le respect dus à son auguste caractère. Son expédition terminée, il retourne à Rome.

### Baron d'Empire
Le 2 septembre 1810 Radet obtient le titre de baron de l'Empire et une dotation de 4 000 francs en Westphalie. Grand prévôt de la grande armée le 30 mars 1813, il est nommé général de division le 5 novembre suivant. Après le rétablissement des Bourbons en 1814, le général Radet cesse d’être employé activement.

### LesCent-Jours
Il est dans sa famille quand on annonce le retour de Napoléon le 12 mars. Il écrit aussitôt au roi pour lui offrir ses services ; sa lettre reste sans réponse. Appelé à Paris par le général en chef de la gendarmerie, il reçoit l’ordre le 31 mars de se rendre à Lyon pour prendre le commandement de la gendarmerie des 7e, 8e et 19e divisions militaires, et d’exécuter les mesures qui lui seront indiquées afin de prévenir la guerre civile. C’est en arrivant à Lyon qu’il apprend la présence du duc d'Angoulême dans le Midi ; peu de jours après, et sans avoir quitté Lyon ni agi activement, il apprend la capitulation du prince, qu’on lui confirme à Pont-Saint-Esprit, où il suit le général en chef, et où la garde de la personne du duc et de sa suite est mise sous sa responsabilité.

### Traduction en conseil de guerre
Après le second retour des Bourbons, le général Radet est traduit par-devant le 1er conseil de guerre de la 6e division militaire, à Besançon, et condamné à neuf ans de détention, comme convaincu d’avoir, par ses écrits et ses discours, cherché à éloigner de leurs devoirs les militaires et les sujets qui étaient restés fidèles à leur souverain légitime, et de les avoir engagés à passer au parti rebelle.
Le général Radet est enfermé dans la citadelle de Besançon le 28 juin 1816 ; il obtient le 24 décembre 1818 une décision royale qui lui fait remise du restant de sa peine. Admis à la retraite le 1er décembre 1819, il meurt à Varennes (Meuse) le 27 septembre 1825.

## Hommages
Plusieurs hommages lui sont rendus, notamment à Varennes en Argonne où il est inhumé.